# Elgin (Illinois)
Elgin è una città degli Stati Uniti d'America, nella contea di Kane, nello Stato dell'Illinois. Fa parte dell'area metropolitana di Chicago, dal cui centro dista 64 km in direzione nord-ovest.